# 咔唑
咔唑（分子式 C12H9N）是一个多环含氮杂环有机物，其结构式类似芴，将芴的一个碳原子替换为氮，因此又稱氮芴。咔唑为无色晶体，源自煤焦油，也可人工合成。它是極弱的鹼，可溶於丙酮、苯或醇，難溶於水，是合成染料(如硫化还原蓝RX)、塑料(如聚N-乙烯咔唑)等的原料。
咔唑暴露在紫外線會呈現強螢光和長時間的磷光，可用作木質素、糖和甲醛的試劑。
咔唑于1872年由卡尔·格雷贝和卡尔·格拉泽从煤焦油首次分离。它也存在于烟草烟雾中。

## 合成
Borsche–Drechsel 合成法是在實驗室合成咔唑的經典方法。

Borsche–Drechsel 合成

首先苯肼與環己酮聚合成上圖所示的亞胺。氫氯酸隨後催化重排反應和環化反應，所得之化合物會被四氧化三鉛氧化為咔唑，也可以由二氧化铈作强氧化剂。另一種經典的合成法是Bucherer咔唑合成。
此外，透過Graebe–Ullmann反應亦可合成咔唑。
在上圖中間，不穩定的1,2,3-三唑在加熱下會釋出氮氣，形成咔唑。

## 相關化合物
- 吲哚啉
- 吲哚
- 芴
- 吡咯